# 대영버스
대영버스(大榮BUS)는 부산광역시 금정구에 있는 부산대학교 순환버스 업체이며 대표자는 신용준이다. 계열사로는 사하구에 위치한  구덕교통, 우성버스, 서구에 위치한 동아버스와 삼경여객, 동구에 위치한 삼안교통 등이 있으며 주요 운용 차종은 뉴 슈퍼에어로시티이다.

## 사업장 현황
- 본사 : 부산광역시 금정구 금단로 160, 203호 (남산동, 덕성빌라)

## 운행노선
- 부산 금정구7번

부산대역→부산은행→부산대학교정문→본관(대학본부)→문창회관→제 2도서관→사회관→법학관→화학관/학군단→생활환경관→예술관→제2사범관→학생회관/음악관→경암체육관(종점)// 경암체육관(종점)→학생회관/음악관→제2사범관→예술관-생활환경관→화학관/학군단→법학관→사회관→금정회관→제2도서관→문창회관→본관앞→부산대학교정문→(구)금정등기소→신한은행→부산대역